# منتخب نيوزيلندا لكرة القاعدة
منتخب نيوزيلندا لكرة القاعدة (بالإنجليزية: New Zealand national baseball team)‏ هو ممثل نيوزيلندا الرسمي في المنافسات الدولية في كرة القاعدة .